# Ву Тхань Ан
Ву Тхань Ан (вьет. Vũ Thành An, 7 августа 1992, Ханой, Вьетнам) — вьетнамский фехтовальщик-саблист. Участник летних Олимпийских игр 2016 года, двукратный бронзовый призёр чемпионата Азии 2016 года, пятикратный чемпион Игр Юго-Восточной Азии 2015, 2017 и 2019 годов, двукратный серебряный призёр Игр Юго-Восточной Азии 2011 года.

## Биография
Ву Тхань Ан родился 7 августа 1992 года во вьетнамском городе Ханой.
Выступает в фехтовании на саблях за Ханойский международный клуб фехтования.
В 2011 году завоевал две серебряных медали на Играх Юго-Восточной Азии в Индонезии в индивидуальном и командном турнирах.
В 2015 году дважды стал победителем Игр Юго-Восточной Азии в Сингапуре в индивидуальном и командном турнирах.
В 2016 году завоевал две бронзовых медали на чемпионате Азии по фехтованию в Уси в индивидуальном и командном турнирах.
В том же году вошёл в состав сборной Вьетнама на летних Олимпийских играх в Рио-де-Жанейро. Выступал в индивидуальном турнире. В 1/16 финала победил Диего Оккьюцци из Италии — 15:12, в 1/8 финала проиграл Венсану Анстетту из Франции — 8:15. Был знаменосцем сборной Вьетнама на церемонии открытия Олимпиады.
Впоследствии завоевал ещё три золотых медали Игр Юго-Восточной Азии: в индивидуальном турнире в 2017 году в Куала-Лумпуре, в индивидуальном и командном — в 2019 году на Филиппинах.